# Condado de Toruń
Condado de Toruń (polaco: powiat toruński) é um powiat (condado) da Polónia, na voivodia da Cujávia-Pomerânia. A sede do condado é a cidade de Toruń. Estende-se por uma área de 1229,71 km², com 87 821 habitantes, segundo os censos de 2005, com uma densidade de 71,42 hab/km².

## Divisões admistrativas
O condado possui:
Comunas urbanas: Chełmża
Comunas rurais: Chełmża, Czernikowo, Lubicz, Łubianka, Łysomice, Obrowo, Wielka Nieszawka, Zławieś Wielka
Cidades: Chełmża

## Demografia
População (dados de 30 de Junho de 2005):
|          | Total   | Total | Mulheres | Mulheres | Homens  | Homens |
| -------- | ------- | ----- | -------- | -------- | ------- | ------ |
|          | pessoas | %     | pessoas  | %        | pessoas | %      |
| Total    | 87 821  | 100   | 44 587   | 50,8     | 43 234  | 49,2   |
| Cidades  | 15 298  | 100   | 7991     | 52,2     | 7307    | 47,8   |
| Povoados | 72 523  | 100   | 36 596   | 50,5     | 35 927  | 49,5   |